# Francesco Orestano
Francesco Orestano, född 14 april 1873, död 20 augusti 1945, var en italiensk filosof.
Efter studier vid tyska universitet var Orestano professor i Palermo 1907-24. Han var företrädesvis kunskapsteoretiker och försökte i anslutning till Immanuel Kant påvisa förutsättningarna för kunskapen hos såväl gemene man som forskaren. Bland hans skrifter märks L'originalità di Kant (1905, 2:a utgåvan 1906), La scienza del bene e del male (1911) och Nuovi principi (1925).